# 愛知県道243号東海緑線

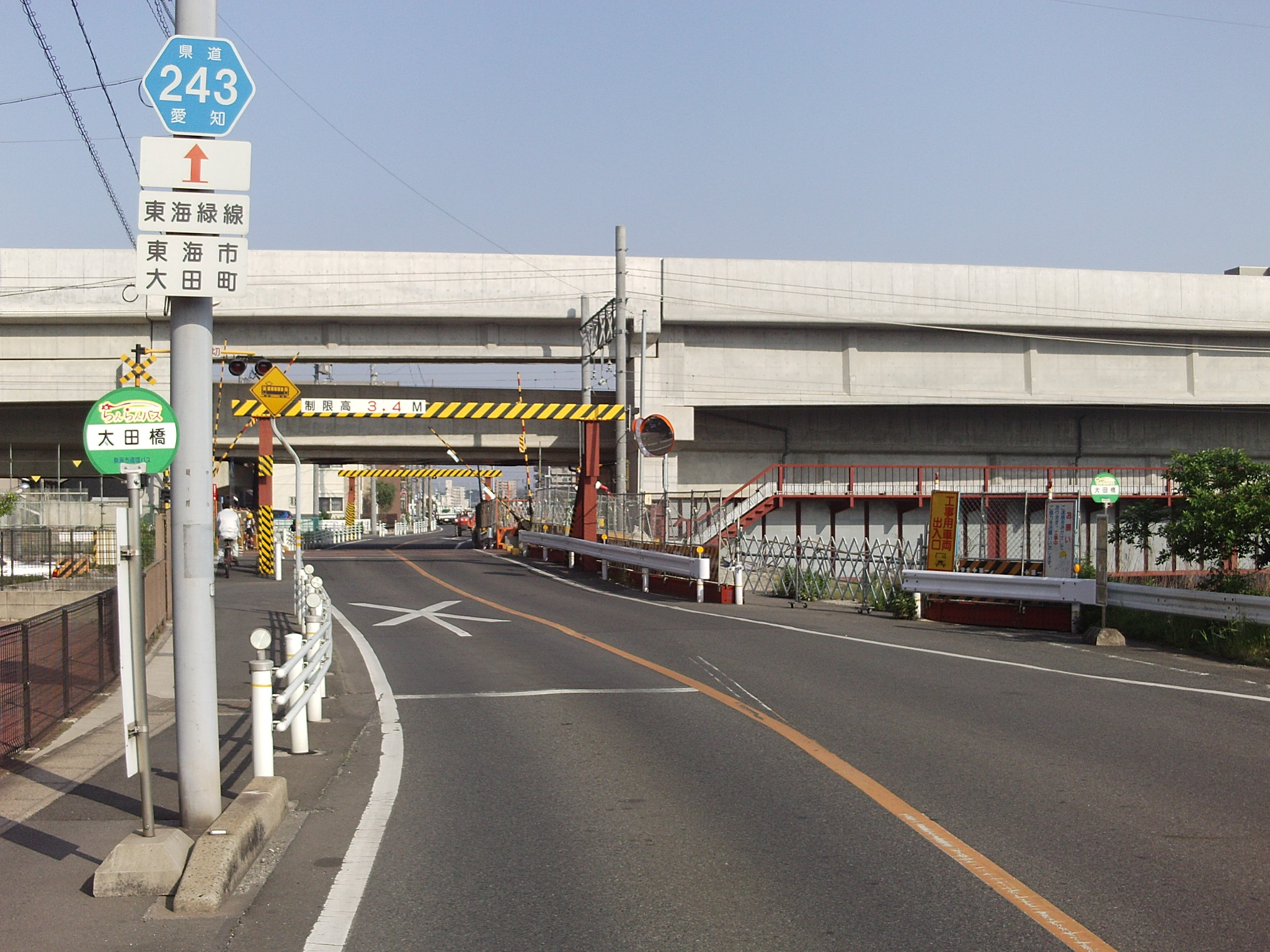
起点、常滑街道の大田橋北詰付近（東海市）。名鉄常滑線高架化工事中のもの。

愛知県道243号東海緑線（あいちけんどう243ごう とうかいみどりせん）は、愛知県東海市から名古屋市緑区に至る一般県道である。

## 概要

### 路線データ
愛知県告示に基づく起終点および経過地は次のとおり。
- 起点：愛知県東海市大田町（国道247号交点）
- 終点：愛知県名古屋市緑区（国道1号交点）
- 重要な経過地：大府市

## 沿革
- 1959年12月15日：認定

## 路線状況
本路線は大型車も通行し通行量が多いが、歩道が整備されず幅員の狭い区間（長口交差点〜本郷交差点、東新町4丁目交差点〜梶田町1丁目交差点）があり、たびたび渋滞する。また歩道がないため危険性が指摘されている。
JR東海道本線を共和駅すぐ北の共和跨線橋（1976年供用開始）でオーバーパスする。

## 地理

### 通過する自治体
- 愛知県
  - 東海市
  - 大府市
  - 名古屋市（緑区）

### 交差する道路
- 国道247号（常滑街道）（大田橋北詰交差点）
- 愛知県道55号名古屋半田線（半田街道）（木庭橋北交差点）
- 愛知県道23号東浦名古屋線（本郷交差点 - 田面交差点間で重複）
- 愛知県道249号長草東海線（本郷交差点）
- 愛知県道248号名和大府線（田面交差点）
- 愛知県道50号名古屋碧南線（師崎街道）（共栄町交差点）
- 愛知県道244号泉田共和線（東新町一丁目北交差点）
- 国道366号（梶田町1交差点 - 有松インター交差点間で重複）
- 国道23号（名四国道）（有松インター交差点）
- 国道1号（長坂南交差点）

### 沿線
- 東海市役所
- 大池公園
- 大府市立共長小学校
- JR東海道本線 共和駅
- 有松ジャンボリー
- 名古屋市立南陵小学校
- 大高緑地